# Теория элит
В политологии и социологии тео́рия эли́т — это теория государства, которая стремится описать и объяснить властные отношения в человеческом обществе. Эта теория утверждает, что меньшинство (элита) обладает в обществе наибольшей властью.
Занимая должности в корпорациях или в советах директоров корпораций, а также влияя на политиков посредством финансовой поддержки фондов или должностей в аналитических центрах или дискуссионных группах по вопросам политики, члены «элиты» оказывают значительное влияние на корпоративные и правительственные решения.
Основные характеристики этой теории заключаются в том, что власть сосредоточена, элиты объединены, неэлиты разнообразны и бессильны, интересы элит объединены благодаря общему происхождению и положению, а определяющей характеристикой власти является институциональное положение.
Теория элиты выступает против плюрализма (более чем одной системы власти), традиции, которая подчёркивала, как множество основных социальных групп и интересов влияют на различные формы представительства в более могущественных группах правителей, способствуя достойно представительным политическим результатам, которые отражают коллективные потребности общества.
Теория элиты утверждает либо то, что демократия является утопической глупостью, как это традиционно рассматривается в консервативной итальянской традиции, либо то, что демократия в её идеализированной форме неосуществима в рамках капитализма (распространённое мнение теоретиков элиты, вдохновлённых марксистами).
Даже когда целые группы якобы полностью исключены из традиционных сетей власти государства (исторически, на основе произвольных критериев, таких как знатность, «раса, гендер или религия), теория элит признает, что контрэлиты» часто развиваются внутри таких исключённых групп. Переговоры между такими бесправными группами и государством можно анализировать как переговоры между элитами и контрэлитами. Главная проблема, в свою очередь, заключается в способности элит кооптировать контрэлиты.
Демократические системы функционируют исходя из предпосылки, что поведение при голосовании оказывает прямое влияние на результаты политики и что этим результатам отдаёт предпочтение большая часть избирателей. Поразительно, что исследование, опубликованное в 2014 году, в котором были сопоставлены предпочтения избирателей с результатами политики, показало, что статистическая корреляция между ними в значительной степени зависит от уровня доходов групп избирателей. При самом низком доходе, отобранном в данных, коэффициент корреляции достиг нуля, в то время как самый высокий доход дал коэффициент корреляции выше 0,6. Вывод этого исследования состоял в том, что существует сильная линейная корреляция между доходами избирателей и тем, как часто их политические предпочтения становятся реальностью. Причинно-следственная связь этой корреляции ещё не была доказана в последующих исследованиях, но является активной областью исследований.

## История

### Античный взгляд на теорию элит
Полибий (~150 г. до н. э.) утверждал, что каждая из трёх исходных форм источников политической власти — один человек (монархия), несколько человек (аристократия) и многие (демократия) — в конечном итоге деградирует в менее совершенную форму власти, если не будет заменена «смешанной властью», сочетающий черты всех трёх: монархия становится «тиранией», демократия «правлением толпы», а правление элит — «олигархией». Полибий фактически считал, что это происходит из-за неспособности должным образом применять систему сдержек и противовесов между тремя упомянутыми формами, а также последующими политическими институтами.

### Итальянская школа элитизма
Истоки итальянской школы теории элит восходят к Никколо Макиавелли, который был сторонником «смешанного правления» и видел идеал политического развития государства в Римской республике.
Вильфредо Парето (1848—1923), Гаэтано Моска (1858—1941) и Роберт Михельс (1876—1936) были основателями итальянской школы элитизма, которая повлияла на последующую теорию элиты в западной традиции.
Мировоззрение итальянской школы элитизма основано на двух идеях:
1. Власть определяется полномочиями в ключевых экономических и политических институтах.
2. Психологическое различие, которое отличает элиту друг от друга, заключается в том, что у них есть личные ресурсы, например, интеллект и навыки, а также личная заинтересованность в правительстве; в то время как остальные некомпетентны и не имеют возможности управлять самостоятельно, элита изобретательна и стремится заставить правительство работать. Ибо в действительности элите было бы больше всего терять в несостоявшемся государстве.

### Вильфредо Парето
Парето подчёркивал психологическое и интеллектуальное превосходство элит, полагая, что они являются наивысшими достижениями в любой области. Он обсуждал существование двух типов элит:
1. Правящие элиты.
2. Неправящие элиты.

Он также развил идею о том, что вся элита может быть заменена новой, и о том, как можно перейти от элиты к неэлите.

### Гаэтано Моска
Моска сделал акцент на социологических и личностных характеристиках элит. Он сказал, что элиты — это организованное меньшинство, а массы — неорганизованное большинство. Правящий класс состоит из правящей элиты и субэлиты. Он делит мир на две группы:
1. Политический класс.
2. Неполитический класс.

Моска утверждал, что элиты обладают интеллектуальным, моральным и материальным превосходством, которое высоко ценится и пользуется влиянием.

### Роберт Михельс
Социолог Михельс разработал железный закон олигархии, согласно которому, по его утверждению, социальными и политическими организациями управляют несколько человек, а социальная организация и разделение труда являются ключевыми. Он считал, что все организации являются элитарными и что у элит есть три основных принципа, которые помогают в бюрократической структуре политической организации:
1. Потребность в руководителях, специализированном персонале и средствах.
2. Использование возможностей лидерами в своей организации.
3. Важность психологических качеств лидеров.

## Современные теоретики элитизма

### Элмер Эрик Шаттшнайдер
Элмер Эрик Шаттшнайдер выступил с резкой критикой американской политической теории плюрализма: вместо по существу демократической системы, в которой многие конкурирующие интересы граждан широко представлены, если не продвинуты, одинаково многими конкурирующими группами интересов, Шаттшнайдер утверждал, что система давления смещена в пользу «наиболее образованных и наиболее обеспеченных членов общества», и показал, что «разница между теми, кто участвует в деятельности групп интересов, и теми, кто стоит в стороне, намного больше, чем между избирателями и лицами, не участвующими в голосовании».
В «Полувластных людях» (The Semisovereign People) Шаттшнайдер утверждал, что масштабы системы давления на самом деле довольно малы: «Диапазон организованных, идентифицируемых, известных групп удивительно узок; в этом нет ничего даже отдалённо универсального», и «предвзятость бизнеса или высшего класса в системе давления проявляется повсюду». Он говорит, что «представление о том, что система давления автоматически представляет всё сообщество, является мифом», и вместо этого «система искажена, загружена и не сбалансирована в пользу части меньшинства».

### Чарльз Райт Миллс
Миллс опубликовал свою книгу «Властвующая элита» в 1956 году, в которой он утверждал, что представляет новый социологический взгляд на системы власти в Соединённых Штатах. Он выделил триумвират властных групп — политических, экономических и военных, — которые образуют различимый, хотя и не единый, властный орган в Соединённых Штатах.
Миллс предположил, что эта группа была создана в результате рационализации, действующей во всех развитых индустриальных обществах, в результате чего механизмы власти стали концентрироваться, передавая общий контроль в руки ограниченной, несколько коррумпированной группы. Это отражало упадок политики как арены для дискуссий и низведение её до чисто формального уровня дискурса. Этот анализ на макроуровне был направлен на то, чтобы указать на деградацию демократии в «развитых» обществах и тот факт, что власть, как правило, находится за пределами полномочий избранных представителей.
Основное влияние на исследование оказала книга Франца Леопольда Неймана «„Бегемот“: Структура и практика национал-социализма 1933—1944», в которой провел исследование того, как нацизм пришёл к власти в германском демократическом государстве. Он предоставил инструменты для анализа структуры политической системы и послужил предупреждением о том, что может произойти в современной капиталистической демократии.

### Флойд Хантер
Анализ власти в рамках теории элиты также применялся на микроуровне в исследованиях общественной власти, таких как исследование Флойда Хантера (1953). Хантер подробно изучил силу взаимоотношений, очевидную в его «Региональном городе», в поисках «реальных» носителей власти, а не тех, кто занимает очевидные официальные должности. Он предложил структурно-функциональный подход, который отображал иерархии и сети взаимосвязей внутри города — отображал отношения власти между бизнесменами, политиками, духовенством и т. д. Это исследование было проведено с целью развенчания существующих концепций любой «демократии», существующей в городской политике, и подтверждения аргументов в пользу истинной представительной демократии. Этот тип анализа также использовался в более поздних, более масштабных исследованиях, таких как исследование М.Шварца, посвящённое властным структурам в сфере корпоративной элиты в Соединённых Штатах.

### Джордж Уильям Домхофф
В своей противоречивой книге 1967 года «Кто правит Америкой?» Джордж Уильям Домхофф исследовал местные и национальные сети процесса принятия решений, стремясь проиллюстрировать структуру власти в Соединённых Штатах. Он утверждает, так же как и Хантер, что элита, владеющая и управляющая крупной приносящей доход собственностью (такой как банки и корпорации), доминирует в американской структуре власти политически и экономически.

### Джеймс Бернхем
Ранняя работа Бернхема «Управленческая революция» стремилась выразить передачу всей функциональной власти в руки менеджеров, а не политиков или бизнесменов — разделение собственности и контроля. Многие из этих идей были адаптированы палеоконсерваторами Сэмюэлем Т. Фрэнсисом и Полом Готфридом в их теориях управленческого государства. Бернхем более подробно описал свои мысли об элитной теории в своей книге «Макиавеллисты», в которой, среди прочего, обсуждаются Парето, Моска и Михельс. Бернем пытается провести научный анализ как элит, так и политики в целом.

### Роберт Дэвид Патнэм
Патнэм рассматривал развитие технических и эксклюзивных знаний среди администраторов и других групп специалистов как механизм, который лишает власти демократический процесс и передаёт её советникам и специалистам, которые влияют на процесс принятия решений.
«Если доминирующими фигурами последних ста лет были предприниматель, бизнесмен и промышленный руководитель, то „новыми людьми“ являются учёные, математики, экономисты и инженеры новых интеллектуальных технологий».

### Томас Р. Дай
Дай (Thomas R. Dye) в своей книге «Формирование политики сверху вниз» утверждает, что государственная политика США обусловлена не «требованиями народа», а скорее консенсусом элиты, достигнутым в Вашингтоне некоммерческими фондами, аналитическими центрами, группами с особыми интересами, известными лоббистскими и юридическими фирмами. Тезис Дая получает дальнейшее развитие в его работах: «Ирония демократии», «Политика в Америке», «Понимание государственной политики и Кто управляет Америкой?».

### Джордж А. Гонсалес
В своей книге «Корпоративная власть и окружающая среда» Джордж А. Гонсалес (George A. Gonzalez) пишет о способности экономических элит США формировать экологическую политику в своих интересах. В «Политике загрязнения воздуха: Рост городов, экологическая модернизация и символическое включение», а также в «Разрастании городов, глобальном потеплении и империи капитала» Гонсалес использует элитную теорию для объяснения взаимосвязи между экологической политикой и разрастанием городов в Америке. Его последняя работа «Энергия и империя: Политика ядерной и солнечной энергетики в Соединённых Штатах» демонстрирует, что экономические элиты связывали свою пропаганду варианта использования ядерной энергии с целями американской внешней политики после 1945 года, в то время как в то же время эти элиты выступали против государственной поддержки других видов энергии, таких как солнечная, в которых не может доминировать одна нация.

### Ральф Дарендорф
В своей книге «Размышления о революции в Европе» Ральф Дарендорф утверждает, что благодаря высокому уровню компетенции, необходимому для политической деятельности, политическая партия стремится фактически стать поставщиком «политических услуг», то есть управления местными и правительственными государственными учреждениями. Во время избирательной кампании каждая партия пытается убедить избирателей, что она наиболее подходит для управления государственным бизнесом. Логичным следствием было бы признать этот характер и открыто зарегистрировать стороны в качестве компаний, предоставляющих услуги. Таким образом, правящий класс будет включать членов и партнёров юридически признанных компаний, а «управляемый класс» выберет путём выборов компанию государственного управления, которая наилучшим образом соответствует его интересам.

### Мартин Гиленс и Бенджамин Ингрим Пейдж
В своём статистическом анализе 1779 вопросов политики профессора Мартин Гиленс и Бенджамин Пейдж обнаружили, что «экономические элиты и организованные группы, представляющие интересы бизнеса, оказывают существенное независимое влияние на политику правительства США, в то время как обычные граждане и массовые группы интересов оказывают незначительное или полное отсутствие независимого влияния».

### Томас Фергюсон
Инвестиционную теорию партийной конкуренции политолога Томаса Фергюсона можно рассматривать как теорию элит. Наиболее подробно изложенная в его книге 1995 года «Золотое правило: Инвестиционная теория партийной конкуренции и логика политических систем, управляемых деньгами», теория начинается с того, что в современных политических системах стоимость приобретения политической осведомлённости настолько велика, что ни один гражданин не может себе этого позволить. Как следствие, в этих системах, как правило, доминируют те, кто может, чаще всего элиты и корпорации. Затем эти элиты стремятся влиять на политику, «инвестируя» в партии или политику, которые они поддерживают, посредством политических взносов и других средств, таких как поддержка в средствах массовой информации.